# Amegilla velutina
Amegilla velutina es una especie de abeja excavadora perteneciente al género Amegilla, categorizada en la tribu Anthophorini, de la subfamilia Apinae.
Fue descrita científicamente por el entomólogo alemán Heinrich Friedrich August Karl Ludwig Friese en 1909. Aparece registrada y publicada en una sección de Die Bienen Afrikas nach dem Stande unserer heutigen Kenntnisse. Denkschriften Der Medicinisch-Naturwissenschaftlichen Gesellschaft Zu Jena, Vol. 14 de 1909.

## Distribución
La especie se distribuye por África, en Angola, Namibia y Sudáfrica.